# Unité urbaine de Saint-Jean-de-Monts
L’unité urbaine de Saint-Jean-de-Monts est une ancienne Unité urbaine française située dans le département de la Vendée et la région des Pays de la Loire.

## Données générales
En 2010, selon l'Insee, l'unité urbaine était composée de trois communes.
Dans le nouveau zonage de 2020, elle fusionne avec l'unité urbaine de Saint-Hilaire-de-Riez.
En 2014, avec 12 689 habitants, elle représentait la huitième unité urbaine de la Vendée, devançant celle de Luçon, et précédant celle de Montaigu. Au sein du département, le poids démographique de l’unité s’élève à 1,92 %.

## Composition de l'unité urbaine en 2010
Elle était composée des trois communes suivantes :
| Nom                 | Code Insee | Département | Statut       | Superficie (km2) | Population (dernière pop. légale) | Densité (hab./km2) | Modifier                                    |
| ------------------- | ---------- | ----------- | ------------ | ---------------- | --------------------------------- | ------------------ | ------------------------------------------- |
| La Barre-de-Monts   | 85012      | Vendée      | banlieue     | 27,81            | 2 356 (2022)                      | 85                 | modifier les données · modifier les données |
| Notre-Dame-de-Monts | 85164      | Vendée      | banlieue     | 20,62            | 2 293 (2022)                      | 111                | modifier les données · modifier les données |
| Saint-Jean-de-Monts | 85234      | Vendée      | ville-centre | 61,72            | 8 809 (2022)                      | 143                | modifier les données · modifier les données |

## Démographie
| 1968 | 1975 | 1982  | 1990  | 1999   | 2007   | 2016   |
| ---- | ---- | ----- | ----- | ------ | ------ | ------ |
| -    | -    | 8 461 | 9 019 | 10 224 | 11 605 | 12 895 |